# Gregorio de Laferrere (Buenos Aires)
Gregorio de Laferrere, meglio conosciuta come Laferrere, è una città argentina del partido di La Matanza, situata nella provincia di Buenos Aires.

## Geografia
Gregorio de Laferrere è situata a 25 km a sud-ovest dal centro di Buenos Aires.

## Storia
La città fu fondata il 4 maggio 1911 all'altezza del chilometro 24,7 della ferrovia Belgrano per iniziativa di alcuni imprenditori locali, tra i quali Gregorio de Laferrère. Due anni dopo venne inaugurata la stazione ferroviaria Laferrere, attorno alla quale si sarebbe dovuto sorgere l'insediamento. A causa della crisi economica concomitante la prima guerra mondiale, il villaggio iniziò a svilupparsi solo nei primi anni venti.

## Società

### Religione
La città è sede della diocesi di Gregorio de Laferrere, istituita il 25 novembre 2000 e suffraganea dell'arcidiocesi di Buenos Aires.

## Infrastrutture e trasporti

### Strade
Laferrere è attraversata dall'importante strada nazionale 3, che unisce Buenos Aires al sud della sua provincia e alla Patagonia.

### Ferrovie
Laferrere è servita da una stazione lungo la linea ferroviaria suburbana Belgrano che unisce il centro della capitale argentina alle località del sud-ovest.

## Sport
La principale società calcistica cittadina è il Deportivo Laferrere che disputa le sue partite interne presso lo stadio Ciudad de Laferrere.